# Jehuda ha-Kohen
Jehuda ha-Kohen, znany także jako Jehuda ben Meir lub Juda z Moguncji – niemiecki Żyd, rabin uczony w talmudzie, podróżnik i kronikarz. Żył  w Moguncji w latach 1028–1070. Napisana przez niego kronika Sefer ha-Dinim zawiera relację z podróży jego i innych Żydów po Europie Wschodniej. W tej pracy takie ośrodki żydów chazarskich jak Przemyśl i Kijów były wymienione jako miejsca handlu wzdłuż sieci handlu radanitów. Był głównym nauczycielem Gerszoma z Moguncji, a jego praca wywarła bardzo duży wpływ na późniejsze pisma Szlomo Jicchaki.